# Henry Adams
Henry Adams (16. února 1838, Boston, USA – 27. března 1918, Washington, D.C.) byl americký spisovatel-romanopisec, historik, esejista a tvůrce vícerých životopisných děl.
Narodil se ve významné americké rodině Adamsových, která byla známa díky své politické angažovanosti. Jeho praděd John Adams byl 2. prezidentem USA, jeho děd byl John Quincy Adams, což byl 6. prezident USA. Místo toho, aby využil rodinné konexe a vliv, začal se věnovat literatuře.
Působil jako profesor evropských a amerických dějin na Harvardově univerzitě v letech 1870–1877, přispíval do North American Revue. Později se věnoval cestování, literatuře a vědě. Ve svých dílech se kriticky zamýšlel nad současným světem a nad jeho budoucím vývojem. Jeho díla přinášejí svědectví o změně amerického smýšlení, které se od náboženského základu přesouvá ke konfrontaci s novými společenskými problémy. Pro mnohé studie se stal literárním vzorem a zdrojem.

## Dílo
- 1880 Demokracie (Democracy), dílo bylo vydáno anonymně
- 1889 / 1891 Historie Spojených států amerických v době prezidentského období T. Jeffersona a J. Madisona (History of the United States of America During the Administration of Thomas Jefferson and James Madison), diely 1–9
- 1904 (1913) Mont-Saint-Michel a Chartres (Mont-Saint-Michel and Chartres), dílo bylo vydáno nejprve jako soukromý tisk, až později vydavatelsky
- 1907 (1918) Výchova Henryho Adamse (The Education of Henry Adams), dílo bylo vydáno nejprve jako soukromý tisk, až později vydavatelsky
- 1919 Degradace demokratického dogma (The Degradation of the Democratic Dogma), dílo vydáno až posmrtně